# محمد طاهر الحسيني (مفتي)
محمد طاهر الحسيني (1842 في القدس - 1908) قاضي، ومفتي من الدولة العثمانية.

## النشأة
ولد محمد طاهر مصطفى طاهر الحسيني في مدينة القدس عام 1842. شغل منصب قاضي المحاكم الشرعية ولاحقًا عينه مسؤولي الدولة العثمانية مفتيًا للقدس في ستينيات القرن التاسع عشر منذ عام 1865 حتى وفاته.
كان محمد طاهر الحسيني في لجنة الأعيان التي تفحص مبيعات الأراضي للأجانب في منطقة القدس؛ مما أدى إلى توقف مبيعات الأراضي لليهود لبضع سنوات، ابتداء من عام 1897.
كان محمد طاهر الحسيني من أوائل منتقدي الصهيونية وحاول عدة مرات منع المهاجرين اليهود من شراء الأراضي في متصرفية القدس.

## الوفاة
توفي محمد طاهر الحسيني في عام 1908، وتولى من بعده أبناؤه كامل الحسيني وأمين الحسيني.